# Reload (album)
Pour les articles homonymes, voir Reload.
Albums de Reload
The Lead and How to Swing It
(1994) Mr. Jones
(2002)
Singles
1. Burning Down the House
Sortie : 5 août 1999
2. Baby, It's Cold Outside
Sortie : 9 octobre 1999
3. Mama Told Me Not To Come
Sortie : 15 janvier 2000
4. Sex Bomb
Sortie : 10 février 2000
5. You Need Love Like I Do
Sortie : 6 septembre 2000

Reload est un album du chanteur gallois Tom Jones, sorti en 1999. 

## Contenu de l'album
Au milieu de l'année 1998, Tom Jones signe un contrat avec Gut Records pour la réalisation d'un album dont la particularité est d'être composé uniquement de duos. À la faveur du retour en force du chanteur gallois sur la scène musicale britannique et internationale à la fin des années 1990, de nombreux artistes acceptent de se joindre au projet. 
Produit par Guy Holmes, président du label Gut, et Mark Woodward, le fils et manager de Tom Jones, l'album comprend 15 reprises et deux chansons inédites (Sex Bomb et Looking Out My Window), interprétées en duo. On y retrouve aussi le chanteur guitariste saxophoniste irlandais Van Morrison sur une création de ce dernier Sometimes We Cry chantée en duo avec Tom.
De cet ensemble, seul Sex Bomb n'est pas à proprement parler un duo, ayant été écrite à l'intention de Tom Jones par Mousse T., un producteur de musique allemand. L'enregistrement de l'album se déroule majoritairement du 20 mars au 14 avril 1999 dans les studios RAK, à Londres ; pour son duo avec le groupe suédois The Cardigans, Tom Jones effectue toutefois le déplacement à Stockholm.
Plusieurs des titres enregistrés, par exemple ceux avec le chanteur du groupe Space Tommy Scott, ne sont finalement pas inclus dans la version finale de l'album.

## Sortie et réception
Diffusé sous le label Gut, Reload sort au Royaume-Uni le 27 septembre 1999. Il est distribué par V2 Records dans le reste de l'Europe, au Japon et en Asie du Sud-Est. Il atteint la première place des charts britanniques en 1999 et à nouveau en 2000, plus de 80 000 exemplaires étant écoulés une semaine seulement après sa sortie. Avec près de 1,5 million d'albums vendus au Royaume-Uni au 30 avril 2021 et quatre millions dans le monde selon une estimation de 2009, il s'agit de l'album le plus vendu de la carrière de Tom Jones. 
Selon les autrices Lucy Ellis et Bryony Sutherland, « l'accueil réservé à Reload a varié entre l'enthousiasme débordant et le scepticisme » ; ainsi, le journaliste musical Paul Du Noyer pointe le déséquilibre entre la puissance vocale du chanteur gallois et celle de ses partenaires de duo. Carlo Wolff, sur le site AllMusic, décrit cependant l'album comme étant « ultra-moderne et d'actualité » et ajoute que « Reload laisse la sensation que le passé de Jones avec What's New Pussycat? peut être facilement ignoré ». Dans la suite de son analyse, il affirme : « non seulement Jones nous offre ici l'un des albums pop modernes les plus vivifiants, mais son choix de morceaux et de collaborateurs prouve qu'en plus de ses performances toujours exceptionnelles, ses enregistrements sont toujours d'une grande puissance ». D'après Wolff, les artistes ayant participé à l'album forment « une bande hétéroclite et très talentueuse » tandis que Tom Jones « se démarque très largement, transformant les morceaux [repris] en vecteurs expressifs et personnels d'une exceptionnelle qualité ».

## Liste des titres
| 1.    | Burning Down the House             | David Byrne, Tina Weymouth, Chris Frantz, Jerry Harrison | The Cardigans        | 3:39 |
| 2.    | Mama Told Me Not to Come           | Randy Newman                                             | Stereophonics        | 3:00 |
| 3.    | Are You Gonna Go My Way            | Lenny Kravitz, Craig Ross                                | Robbie Williams      | 3:27 |
| 4.    | All Mine                           | Geoff Barrow, Beth Gibbons, Adrian Utley                 | The Divine Comedy    | 3:59 |
| 5.    | Sunny Afternoon                    | Ray Davies                                               | Space                | 3:26 |
| 6.    | I'm Left, You're Right, She's Gone | Stan Kesler, William E. Taylor                           | James Dean Bradfield | 3:40 |
| 7.    | Sex Bomb                           | Mousse T, Errol Rennalls                                 | Mousse T             | 3:31 |
| 8.    | You Need Love Like I Do            | Norman Whitfield, Barrett Strong                         | Heather Small        | 3:49 |
| 9.    | Looking Out My Window              | Tom Jones                                                | James Taylor Quartet | 3:19 |
| 10.   | Sometimes We Cry                   | Van Morrison                                             | Van Morrison         | 5:00 |
| 11.   | Lust for Life                      | David Bowie, Iggy Pop                                    | The Pretenders       | 3:42 |
| 12.   | Little Green Bag                   | Jan Visser, Hans Bouwens                                 | Barenaked Ladies     | 3:49 |
| 13.   | Ain't That a Lot of Love           | Willa Dean Parker, Homer Banks                           | Simply Red           | 2:42 |
| 14.   | She Drives Me Crazy                | Fine Young Cannibals                                     | Zucchero             | 3:35 |
| 15.   | Never Tear Us Apart                | Andrew Farriss, Michael Hutchence                        | Natalie Imbruglia    | 3:08 |
| 16.   | Baby, It's Cold Outside            | Frank Loesser                                            | Cerys Matthews       | 3:41 |
| 17.   | Motherless Child                   | traditionnel                                             | Portishead           | 5:09 |
| 62:36 |                                    |                                                          |                      |      |